# Palliduphantes theosophicus
Palliduphantes theosophicus är en spindelart som först beskrevs av Andrei V. Tanasevitch 1987.  Palliduphantes theosophicus ingår i släktet Palliduphantes och familjen täckvävarspindlar.
Artens utbredningsområde är Nepal. Inga underarter finns listade i Catalogue of Life.